# Andy Hug
Andreas «Andy» Hug (* 7. September 1964 in Zürich; † 24. August 2000 in Tokio) war ein Schweizer Kampfsportler und Gewinner mehrerer Europa- und Weltmeisterschaften im Kickboxen, Thaiboxen, Kyokushinkai und K-1.
Das K-1 in Zürich gewann Hug mehrmals, ausserdem gewann er 1996 das grosse «K-1 World Grand Prix Finale» in Tokio.

## Leben
Andy Hug wurde in Zürich geboren und wuchs zusammen mit seinem Bruder und seiner Schwester bei seinen Grosseltern in Wohlen auf. Seinen Vater, einen Fremdenlegionär im Dienste Frankreichs, hat er nie gesehen, er starb unter mysteriösen Umständen in Thailand. Hugs Mutter musste arbeiten und gab die Kinder bei ihren Eltern im Aargau ab, wo Andy in einfachen Verhältnissen aufwuchs. Andys Grossvater war Maurer und starb noch während der Schulzeit des Jungen.
Als Sechsjähriger fing er mit Fussballspielen an und wurde später sogar in die Schweizer U-16-Auswahl aufgenommen. Mit elf Jahren entdeckte er Karate als Kampfsport. 1978 war er bereits Schweizer Meister seiner Kategorie und hatte zahlreiche Turniere gewonnen. Aus finanziellen Gründen musste er sich zwischen Fussball und Karate entscheiden und kam mit 16 Jahren in die Nationalmannschaft des Vollkontakt-Karate. 1981 gründete er einen eigenen Karate-Club in Bremgarten.
Gegen Ende seiner Schulzeit trieb sich Andy regelmässig mit Jugendbanden herum, konzentrierte sich jedoch gleichzeitig auf den Kampfsport. Er machte eine Lehre als Metzger und arbeitete in einer Schlachterei in Wohlen. Nach zwei Jahren erhielt er die Kündigung, weil seine Arbeit mit seinen intensiven sportlichen Verpflichtungen und den damit verbundenen gelegentlichen Verletzungen nicht mehr vereinbar war.
Seinen ersten internationalen Erfolg verbuchte Andy 1981 an der niederländischen Meisterschaft in Alkmaar im Kyokushin Kaikan. 1983 belegte er am Europacup im ungarischen Budapest den ersten Rang. 1984 nahm er erstmals an der Weltmeisterschaft in Tokio teil und gelangte bis zur vierten Runde, worauf er von Shokei Matsui geschlagen wurde. 1985 gewann er die dritte Europameisterschaft in Barcelona, bestritt 1987 seine zweite Weltmeisterschaft in Tokio und schaffte es zur allgemeinen Überraschung als erster Nichtjapaner bis in den Final, worauf er wiederum gegen Shokei Matsui verlor. Nachdem er 1989 nochmals eine Europameisterschaft gewonnen hatte, nahm er 1991 zum dritten und letzten Mal an der Weltmeisterschaft teil und verlor in der dritten Runde nach einem umstrittenen Entscheid gegen den Brasilianer Francisco Filho.
Mit seiner überragenden Beweglichkeit, seiner überraschenden Taktik, seiner körperlichen Stärke und seinem professionellen Auftreten gewann Hug in Japan eine zahlreiche Anhängerschaft. Mit seinem Wechsel von Kyokushin Kaikan zu Seido Kaikan im Jahre 1992 vollendete er die Entwicklung zum professionellen Kämpfer und wurde in Japan zu einem Star.
Nach einem Sieg am Seido-Kaikan-Weltcup 1992 und einer Silbermedaille im Folgejahr wechselte Hug zu K-1, gewann im November 1993 in der ersten Runde durch Knockout und besiegte Branko Cikatić, den Gewinner des K-1 Grand Prix ’93, im März 1994. Einen Monat später begann Hug den K-1 Grand Prix ’94 als Favorit, verlor jedoch gegen den Amerikaner Patrick Smith in der ersten Runde des Viertelfinals. Im Dezember 1994 siegte er jedoch an der Weltmeisterschaft der Universal Kickboxing Federation gegen Rob von Esdonk. In der Qualifikationsrunde für den K-1 Grand Prix ’95 unterlag er gegen den Südafrikaner Mike Bernardo, konnte sich aber im nächsten Jahr am K-1 Grand Prix ’96 revanchieren und errang im Final gegen Bernardo einen spektakulären Sieg. Noch zweimal, 1997 und 1998, erreichte er den Final der K-1-Weltmeisterschaft und wurde dreimal Weltmeister im Thaiboxen des Verbandes WKA.
Überraschend kam am 17. August 2000 die Nachricht, dass Andy Hug an Leukämie erkrankt sei. Nachdem er von seiner schweren Krankheit erfahren hatte, schrieb er seinen Fans den folgenden Brief:

«Ich glaube, ihr werdet schockiert sein, wenn ihr erfahrt, in welchem Gesundheitszustand ich mich befinde. Als der Arzt mich aufklärte, war es selbst für mich ein riesiger Schock. Doch will ich euch über meinen Gesundheitszustand informieren, damit ich zusammen mit euch gegen diese Krankheit kämpfen kann. Diese Krankheit ist der schwerste Gegner aller meiner Kämpfe. Aber ich werde siegen. Und wie im Ring werde ich Kraft schöpfen aus euren Anfeuerungsrufen und diesen starken Gegner besiegen. Leider werde ich am Turnier im Oktober nicht mitmachen können. Ich werde gegen diese Krankheit in Japan kämpfen und eines Tages wieder vor euch stehen. Halten wir durch!
Gruss Andy Hug»

Am 23. August fiel er ins Koma und verstarb am darauf folgenden Tag im Alter von 35 Jahren. An seinem Begräbnis in Kyōto am 27. August nahmen Hunderte von Personen teil, darunter weltberühmte japanische und ausländische K-1-Kämpfer sowie der Schweizer Bundespräsident Adolf Ogi.
In Wohlen, wo er aufgewachsen war, wurde vier Jahre nach seinem Tod eine Gedenkstätte eingeweiht, die von seiner Frau Ilona gestaltet wurde. Ilona und Andy begegneten sich erstmals im Sommer 1987 und heirateten im August 1993 in Inwil. Im November 1994 wurde der Sohn Seya in Luzern geboren. Andy Hugs Leben wurde 1995 im Dokumentarfilm Andy Hug – Vom Rocky zum Samurai dokumentiert.

## Videos
- Fritz Muri: Andy Hug – Vom Rocky zum Samurai. In: SRF 1. 1995 (2020), 39 min.
- Zum 10. Todestag. Andy Hug: vom Rocky zum Samurai. In: SRF 1. 2010, 10 min.